# Lina Hurtig
Lina Hurtig (ur. 5 września 1995 w Aveście) – szwedzka piłkarka grająca na pozycji napastnika.

## Kariera piłkarska

### Kariera klubowa
Wychowanka klubu Avesta AIK. W 2011 roku rozpoczęła karierę piłkarską w barwach trzecioligowego Gustafs GoIF. W następnym roku została zaproszona do Umeå. W listopadzie 2016 roku przeniosła się do Linköping. 31 sierpnia 2020 roku podpisała kontrakt z Juventusem.

### Kariera reprezentacyjna
27 listopada 2014 debiutowała w narodowej reprezentacji Szwecji w meczu przeciwko Kanadzie. Wcześniej była powoływana do młodzieżowych reprezentacji U-17 i U-19.

## Sukcesy i odznaczenia

### Sukcesy piłkarskie
Opracowano na podstawie:
Szwecja
- mistrz Europy U-19: 2012
- wicemistrzostwo olimpijskie: 2020

Linköping
- mistrz Szwecji: 2017

Juventus
- mistrz Włoch: 2020/21, 2021/22
- zdobywca Superpucharu Włoch: 2021, 2022

Arsenal
- Liga Mistrzyń UEFA 2024/25
- FA Women's League Cup: 2022/23, 2023/24